# ثوم أزرق
الثوم الأزرق (باللاتينية: Allium azaurenum) نوع نباتي عشبي يتبع جنس الثوم من الفصيلة الثومية.

## الموئل والانتشار
ينتشر في بلاد الشام.